# روزهای مقدس عالی

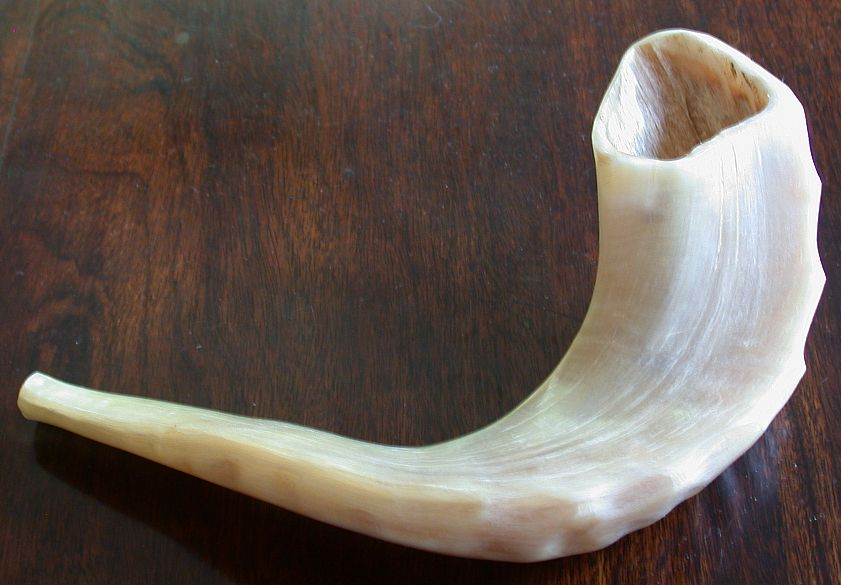
شوفار به سبک اشکنازی. شوفار در روزهای مقدس عالی
استفاده می‌شود.

تعطیلات عالی همچنین به عنوان روزهای مقدس عالی یا روزهای هیبت یا به‌طور صحیح تر به عنوان یمیم نورائیم در یهودیت شناخته می‌شود (عبری: ימים נוראים‎ "روزهای هیبت").
1. به‌طور دقیق، تعطیلات روش هاشانه ("سال نو یهودی") و یوم کیپور ("روز کفاره")؛
2. به علاوه، مدت ده روز (شامل آن اعیاد) که به ده روز توبه نیز معروف است (Aseret Yemei Teshuvah). یا،
3. با تمدید بیشتر، کل دوره ۴۰ روزه توبه در سال یهودی از ماه نو ایلول تا یوم کیپور، که به‌طور سنتی به عنوان نمایانگر چهل روزی که موسی در کوه سینا سپری کرد، قبل از فرود آمدن با مجموعه دوم ده فرمان ("جایگزین") گرفته می‌شد.

## لغت‌شناسی
اصطلاح روزهای مقدس عالی(High Holy Days) به احتمال زیاد از عبارت معروف انگلیسی "High Days and Holidays" گرفته شده‌است. معادل عبری، «یمیم نورائیم» (عبری: ימים נוראים‎) نه در کتاب مقدس است و نه در تلمود. پروفسورایسمار البوگن، نویسنده کتاب "نمایش یهودیان در توسعه تاریخی آن" اظهار داشت که این یک کاربرد قرون وسطایی است و منعکس کننده تغییر حال و هوای روش هشانه از یک جشن عمدتاً شاد به یک روز آرام‌تر است که پاسخی به دوره ای از آزار و اذیت یهودیان است.
یهودیت رفرم معمولاً اصطلاح روزهای مقدس را بر تعطیلات عالی ترجیح می‌دهد زیرا اولی بر جنبه‌های شخصی، تأملی و درونی این دوره تأکید دارد. در مقابل، تعطیلات زمان جشن‌های مشترک رویدادهای تاریخ قوم یهود را پیشنهاد می‌کند.

## روزهای قبل از روش هاشانا (سال نو یهودی)
ماه عبری قبل از روش هاشانه، ایلول، به عنوان ماه درون نگری و توبه تعیین شده‌است. برای آماده شدن برای سال نو یهودیان، دعاهای ویژه ای خوانده می‌شود. زبور ۲۷ در آخر نماز صبح و عصر اضافه می‌شود و شوفار (شاخ قوچ) در پایان مراسم صبحگاهی در روزهای هفته (به استثنای خود شب روش هشانه) دمیده می‌شود. در میان یهودیان سفاردی، سلیچوت در طول ماه در روزهای هفته در سحرگاه خوانده می‌شود. همچنین، بسیاری در طول ماه دو بار کل کتاب مزامیر را تکمیل می‌کنند. مرسوم است که صدقه را زیاد می‌کنند (تزدکه) و از افرادی که ممکن است به آنها ظلم کرده‌اند استغفار کنند.
در نیمه شب شنبه شب (صبح یکشنبه) قبل از روش هاشانه (یا یک هفته قبل از آن، اگر روز اول روش هاشانه دوشنبه یا سه شنبه باشد)، یهودیان اشکنازی شروع به خواندن سلیچوت می‌کنند. اما در روزهای بعد، عموماً قبل از نماز صبح، سلیچوت را می‌خوانند. در آستانه روز روش هشان دعاهای اضافی خوانده می‌شود و بسیاری تا ظهر روزه می‌گیرند.

## روش هاشانا
روش هاشانا (عبری: ראש השנה‎ "آغاز سال") سال نو یهودیان است و در روزهای اول و دوم ماه یهودی تیشری (سپتامبر/اکتبر) است. میشنا، کار اصلی تورات شفاهی یهودیان، این روز را به عنوان سال جدید برای محاسبه سال‌های تقویمی و سال‌های تعطیل و جشن سالگرد اختصاص می‌دهد.
ادبیات ربانی (ادبیات حاخامها) این روز را به عنوان روز داوری (یوم الدین) توصیف می‌کند. گاهی از خداوند به عنوان «قدیم الایام» یاد می‌شود. برخی از توصیفات، خدا را به صورت نشسته بر تخت نشان می‌دهند، در حالی که کتاب‌هایی که شامل اعمال همه بشریت است در برابر او گشوده شده‌است.
خدمات نماز طولانی‌تر از شبات معمولی یا دیگر تعطیلات یهودی است و شامل (روزهای هفته) دمیدن شوفار است. در بعدازظهر روز اول (یا دوم، اگر اول شنبه بود)، تشلیخ انجام می‌شود که در آن گناهان را در آب‌های آزاد مانند رودخانه، دریا یا دریاچه می‌اندازند (به صورت سمبولیک).

## ده روز توبه
«ده روز توبه» یا «ایام هیبت» شامل روش هاشانه، یوم کیپور و روزهای بین آن می‌شود که در این مدت یهودیان باید در موضوع تعطیلات تأمل کنند و از هرکسی که به آن ظلم کرده‌اند طلب بخشش کنند. آنها شامل روزه جدلیه، در روز سوم تیشری، و شبات شووه، که شبات بین روش هاشانه و یوم کیپور است.
شبات شوواه دارای یک حفتره خاص است که شووای اسرائیل را شروع می‌کند (برگرد، ای اسرائیل)، از این رو نام آن شبات است. به‌طور سنتی، حاخام در آن روز یک خطبه طولانی ایراد می‌کند..
گفته می‌شود که در حالی که قضاوت در مورد هر شخص در مورد روش هاشانه بیان می‌شود، تا زمانی که یوم کیپور مطلق نیست؛ بنابراین ده روز فرصت برای اصلاح روش‌های خود به منظور تغییر قضاوت به نفع خود وجود دارد..

## یوم کیپور
یوم کیپور (יום כפור yom kippūr، "روز کفاره") جشن یهودی روز کفاره است. کتاب مقدس عبری روز را یوم هکیپوریم (عبری، "روز کفاره/ها") می‌نامد.
در تقویم عبری، روز نهم تیشری به نام ارو یوم کیپور (شب یوم کیپور) شناخته می‌شود. خود یوم کیپور از حوالی غروب خورشید در آن روز شروع می‌شود و تا روز بعد تا شب ادامه می‌یابد و بنابراین حدود ۲۵ ساعت طول می‌کشد.
یهودیان مؤمن در سراسر یوم کیپور روزه می‌گیرند و بسیاری از آنها بیشتر روز را در کنیسه می‌روند. پنج مراسم دعا وجود دارد، یکی در شب (گاهی به نام " کل ندره " از یکی از نمازهای اصلی شناخته می‌شود) و چهار نماز متوالی در روز..

## هوشانا رباح
اعتقاد کابالیستی وجود دارد که اگرچه قضاوت در یوم کیپور مطلق است، اما تا روز هفتم سوکوت، معروف به هوشانا رابه، در دفتر الهی ثبت نمی‌شود. خدمات این روز حاوی برخی از خاطرات مربوط به روزهای مقدس است و به عنوان آخرین فرصت برای توبه از گناهانی تلقی می‌شود که ممکن است در یوم کیپور از دست رفته باشد. یهودیان دسته‌هایی از شاخه‌های بید را که نمایانگر گناهانشان است، برمی‌دارند و آنها را بر زمین می‌کوبند و در حالی که دعای ویژه‌ای به خدا می‌کنند تا آنها را به خاطر گناهانی که ممکن است در یوم کیپور از قلم افتاده باشد ببخشد.

## صندلی‌های روزهای مقدس عالی
به‌طور کلی، در بیشتر ایام سال، مراسم عبادت یهودیان برای همه، صرف نظر از وابستگی، آزاد است و عضویت یا پرداخت هیچ گونه هزینه ای برای شرکت در آن الزامی نیست. با این حال، روزهای مقدس معمولاً روزهای اوج حضور در کنیسه‌ها و معابد است، که اغلب کنیسه‌ها را پر یا بیش از حد پر می‌کنند. به همین دلیل، بسیاری از کنیسه‌ها برای حضور و غیاب بلیط صادر می‌کنند و ممکن است برای آنها هزینه دریافت کنند: نظر در مورد اینکه آیا اعضای کنیسه پولی نیز باید این بلیط‌ها را بخرند یا اینکه در اشتراک گنجانده شده‌است متفاوت است. کنیسه‌ها هرگز مانند برخی از کلیساها در طول اکثر خدمات تعطیلات از یک بشقاب جمع‌آوری عبور نمی‌کنند، زیرا یهودیان از دست زدن به پول در روز سبت یا تعطیلات دیگر مانند روش هاشانه و یوم کیپور منع می‌شوند. در میان کنیسه‌ها در ایالات متحده، کمک‌های مالی اغلب در طول خدمات کول نیدره، به نام «تقاضای کل نیدر»، اغلب از طریق کارت تعهد صورت می‌گیرد، جایی که مبلغ کمک مالی با زبانه کاغذی نشان داده می‌شود. میزان اهدای مورد نظر برخی از معابد کارتی را ارائه می‌کنند که مبالغ اهدایی را در آن فهرست می‌کند و یک گیره کاغذی را ارائه می‌کنند که جمعی ممکن است روی کارت قرار دهند که نشان دهنده مبلغ اهدای ترجیحی خود است. در هر دو مورد، کارت در پاکت نامه ای با نام اجتماع و سایر اطلاعات تماس شخصی ذخیره می‌شود و معبد پس از پایان تعطیلات عالی به آنها می‌رسد. حاخام‌ها و دیگر نمایندگان معبد می‌گویند که فروش بلیط تعطیلات منبع درآمد قابل توجهی است.